# 川西車站 (山口縣)
川西車站（日语：／ Kawanishi eki */?）是位於日本山口縣岩國市川西2丁目，由西日本旅客鐵道（JR西日本）與地方第三部門鐵路業者錦川鐵道所共用的鐵路車站，並由JR西日本方面管理。本站是JR西日本所屬的地方交通線岩德線與錦川鐵道所經營的錦川清流線之交會車站，但在實際營運上，所有行駛於錦川清流線上的列車都會自本站駛入岩德線，到岩國市的主要車站岩國車站才折返。因此本站雖然是名義上的路線起點，但卻不具有轉車的功能，因此僅配置有一座側式月台一條乘車線，且為無人看管的車站。

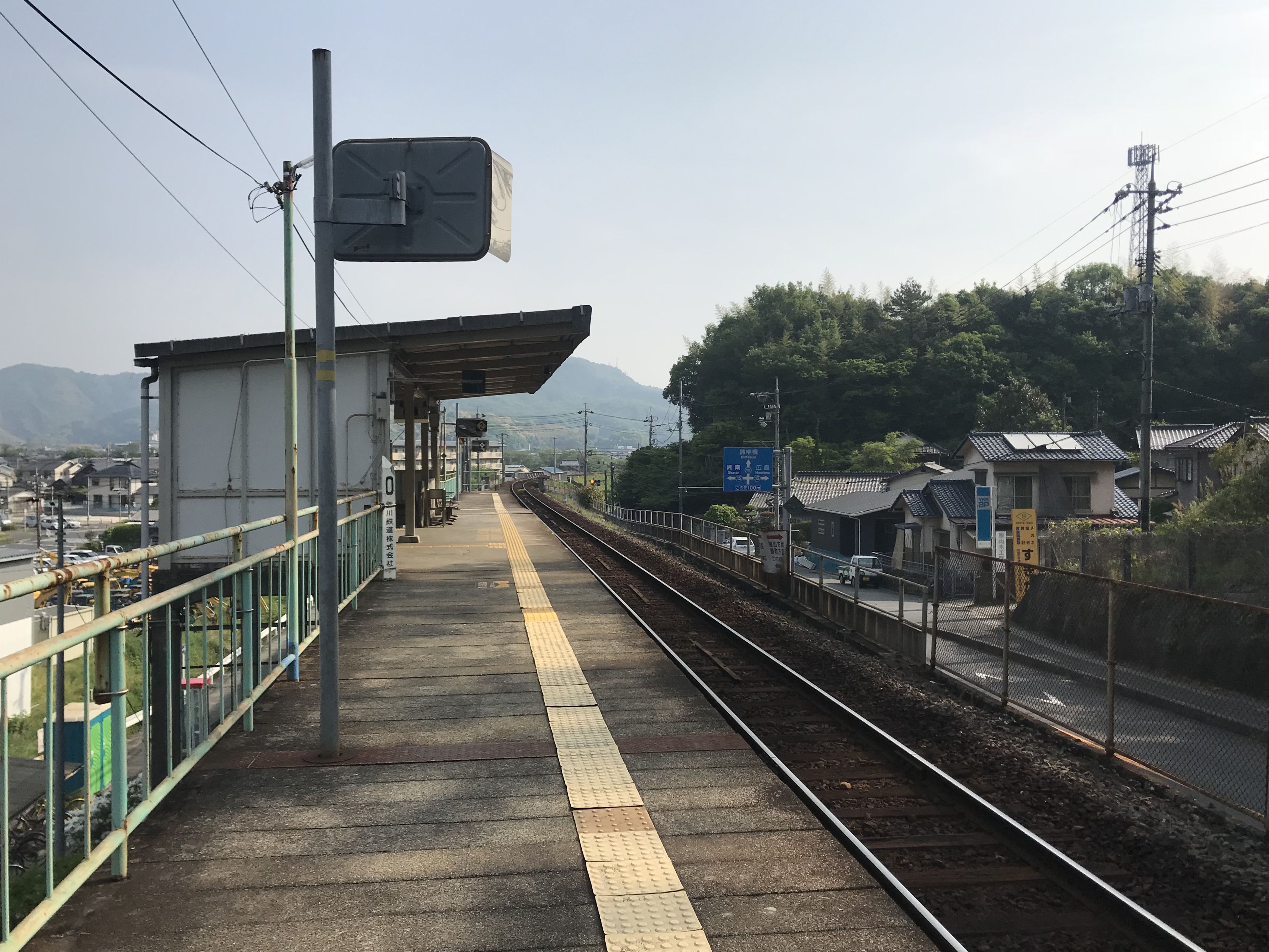
月台(2018年5月)

## 相鄰車站
西日本旅客鐵道（JR西日本）
■岩德線
西岩國－川西－（森原信號場）－柱野
錦川鐵道
■錦川清流線
（西岩國－）川西－（森原信號場）－清流新岩國